# Jesús Venegas
Jesús Alejandro „Chino” Venegas Vergara (ur. 30 marca 1995 w Colimie) – meksykański piłkarz występujący na pozycji defensywnego lub środkowego pomocnika, od 2025 roku zawodnik Tepatitlán.